# Kaple Čtrnácti svatých pomocníků (Grabštejn)
Kaple Čtrnácti svatých pomocníků v Grabštejně je drobná barokní sakrální stavba z konce 18. století, která je situována v severní části zámeckého areálu. Stojí vlevo při silnici směřující do Hrádku nad Nisou.

## Architektura
Je to drobná zděná stavbu zhruba čtvercového půdorysu. Kapli kryje sedlová střecha vyskládaná z tašek bobrovek. Vstup východního průčelí, který je umístěný v profilovaném pískovcovém ostění s uchy, je možný přes jednoramenné schodiště s podestou. V minulosti bylo schodiště osazeno i kovaným zábradlím. Průčelí člení nárožní pilastry kontrastní tmavě červené barvy a také bohatě profilovaná korunní římsa. V jižním průčelí je trojúhelný štít s pískovcovým nástavcem. V minulosti na něm byl umístěn kříž, který byl po rekonstrukci v jednoduché moderní formě obnoven. Fotografie vytištěná v Kühnově topografii zachycuje ve štítu malované Boží oko a také v pásu nad portálem německý nápis: „[Den gläubig Frommen / Diese Helfer zu Hilfe kommen.]“. Kaple má v interiéru křížovou klenbu a od počátku 21. století je prázdná. Zdroj z roku 1977 uvádí, že původní zařízení, které se v kapli nalézalo, je bez umělecké ceny. Kaple byla rekonstruována v roce 2006, kdy její vchod získal repliku původních dveří rámové konstrukce.